# Tengerparti erdő
A tengerparti erdő az óceán partvidékén a magasabban fekvő dűnéken létrejött, fás élőhely. Az erdőtársulás kialakulását alapvetően befolyásolja a légáramlatok által szállított sós tengeri vízpermet. Jellemzően az Amerikai Egyesült Államok keleti partvidékén fordulnak elő.

## Karakterfajok
Az erős tengeri légáramlatokból kiülepedő sós vízpermet és a homokos talaj zord környezeti feltételekeit kevés növényfaj viseli el, ezért a tengerparti erdők társulásaiban együtt nőhetnek lombhullatók, tűlevelűek és lomblevelű örökzöldek. A társulásalkotó fafajok közül említésre méltó:
- déli cukorjuhar (Acer saccharum ssp. floridanum (Chapm.) Desmarais),[4]
- kéktermésű som (Cornus amomum),[4]
- keserű hikoridió (Carya tomentosa),[4]
- fehér kőris (Fraxinus americana),[5]
- fehér nyár (Populus alba).[6]

## Fordítás
- Ez a szócikk részben vagy egészben a Maritime forest című angol Wikipédia-szócikk fordításán alapul.  Az eredeti cikk szerkesztőit annak laptörténete sorolja fel. Ez a jelzés csupán a megfogalmazás eredetét és a szerzői jogokat jelzi, nem szolgál a cikkben szereplő információk forrásmegjelöléseként.